# Hutná
Die Hutná (deutsch Saubach, am Oberlauf Höllenbach) ist ein linker Zufluss der Eger in Tschechien. Infolge des Braunkohlentagebaus ist der Fluss heute in einen 8,3 km langen Oberlauf und 18,1 km langen Unterlauf geteilt.

## Geographie

### Oberlauf
Die Hutná entsteht 700 m südwestlich von Nebovazy im böhmischen Teil des Erzgebirges aus dem Zusammenfluss zweier Quellbäche, dem Mühlbächel und dem Pfarrbächel. Letzteres entspringt östlich des Dorfes Celná auf einer Hochfläche. An Křimov, Nebovazy und Lideň vorbei fließt Hutná zunächst nach Südosten. Bei Strážky wendet sich der Bach am Jedlina (Tännichhübel, 676 m) nach Süden und fließt durch das Höllental am Hradiště (Kleiner Purberg, 594 m) vorbei bis Málkov, wo er in das Nordböhmische Becken eintritt. Hier mündet die Hutná seit den 1960er Jahren nach 6,5 Kilometern in 388 m ü. M. linksseitig in den Kanal Podkrušnohorský přivaděč. Südlich des Kanals führt der ehemalige Flusslauf noch 800 m bis zu einem Verbindungsgraben von den Teichen Uklidňující nádrž und Panský rybník zum Tříselný rybník (Grüner Teich). An dieser Stelle befand sich früher das Dorf Zásada (Sosau).

### Mittellauf
An der Stelle des Flusslaufes befindet sich die Braunkohlengrube důl Nástup. Auf einer Länge von 6,6 Kilometer ist der Lauf der Hutná unterbrochen.
Die Hutná floss hier früher von Zásada über Ahníkov (Hagensdorf) nach Süden bis Kralupy (Deutsch Kralupp), wo sie ihre Richtung nach Südosten änderte. Es folgten entlang des Flüsschens die Dörfer Račice (Retschitz), Nasí (Naschau) und Brány (Prahn), wo linksseitig die Rachel einmündete.

### Unterlauf
Der heutige Unterlauf wird gelegentlich als Černovický potok bezeichnet. Er nimmt seinem Ursprung am südwestlichen Fuße der Farářka (Pater, 357 m) in 289,5 m ü. M. an der Einmündung des Černovický potok (Rachel). Entlang der Hutná liegen in südöstlicher Richtung das erloschene Dorf Brančíky (Prenzig) und die Ortschaften Březno, Střezov, Holetice, Denětice, Hrušovany, Hořetice, Žiželice, Velichov und Staňkovice. Nordöstlich von Žatec mündet die Hutná in 195,5 m ü. M. in die Eger. Der abgetrennte Unterlauf hat eine Länge von 18,1 Kilometern und ein Einzugsgebiet von 52,89 km².
Zwischen Žatec und Březno führt die Bahnstrecke Praha–Chomutov linksseitig entlang der Hutná.